# Allostichaster
Genre
Allostichaster est un genre d'étoiles de mer (Asteroidea), de la famille des Stichasteridae.
Ce genre comprend les plus petites espèces d'étoiles de mer connues ; elles sont fissipares (capables de se reproduire par scission). 

## Liste des genres
Selon World Register of Marine Species (20 janvier 2015) :
- Allostichaster capensis (Perrier, 1875) -- Afrique du Sud
- Allostichaster farquhari McKnight, 2006 -- Nouvelle-Zélande
- Allostichaster hartii (Rathbun, 1879) -- Sud du Brésil
- Allostichaster insignis (Farquhar, 1895) -- Nouvelle-Zélande
- Allostichaster palmula Benavides-Serrato & O'Loughlin, 2007 -- Sud de l'Australie
- Allostichaster peleensis Marsh, 1974
- Allostichaster polyplax (Muller & Troschel, 1844) -- Nouvelle-Zélande
- Allostichaster regularis H.L. Clark, 1928

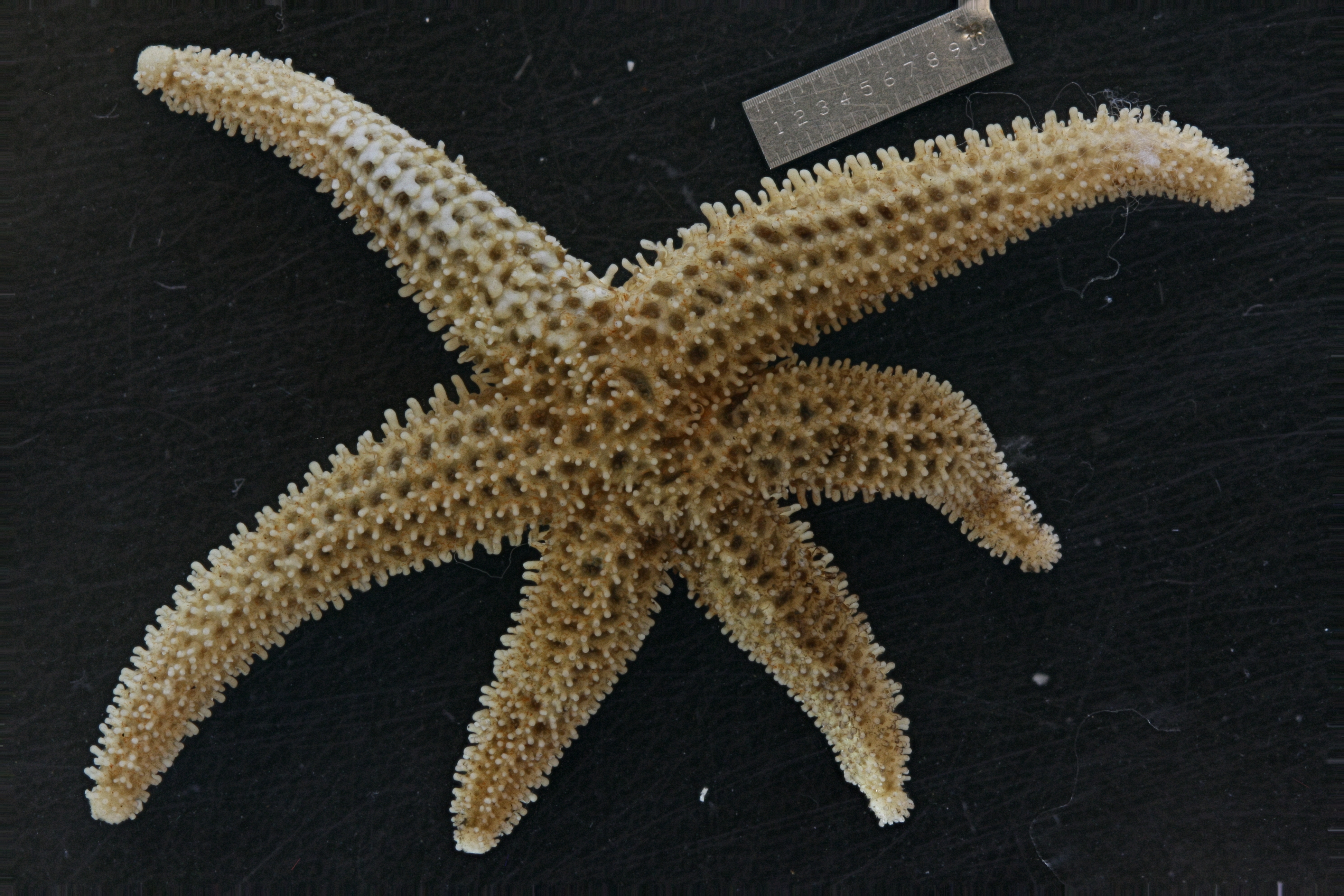
Allostichaster capensis (AS).
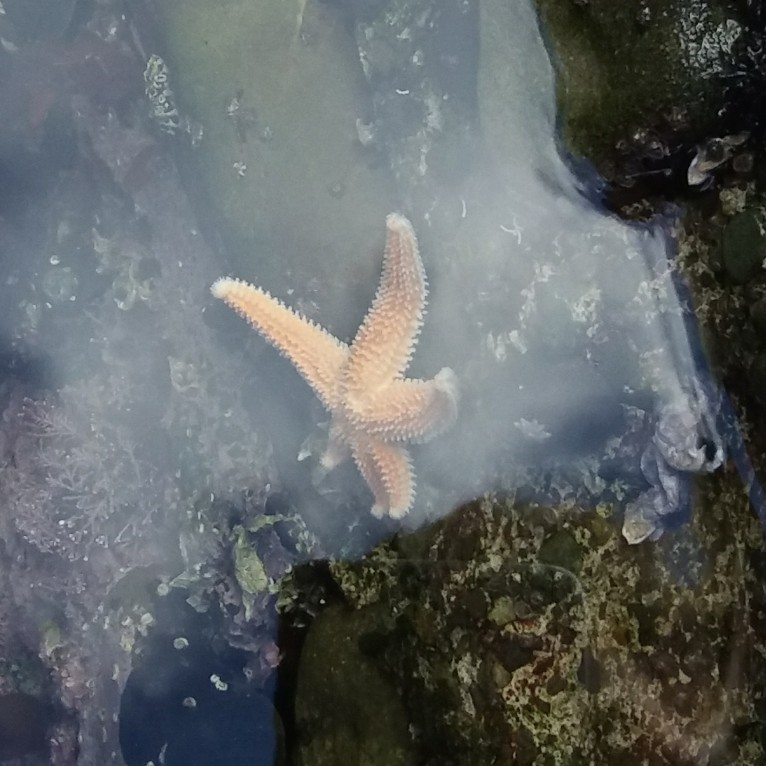
Allostichaster insignis (NZ).
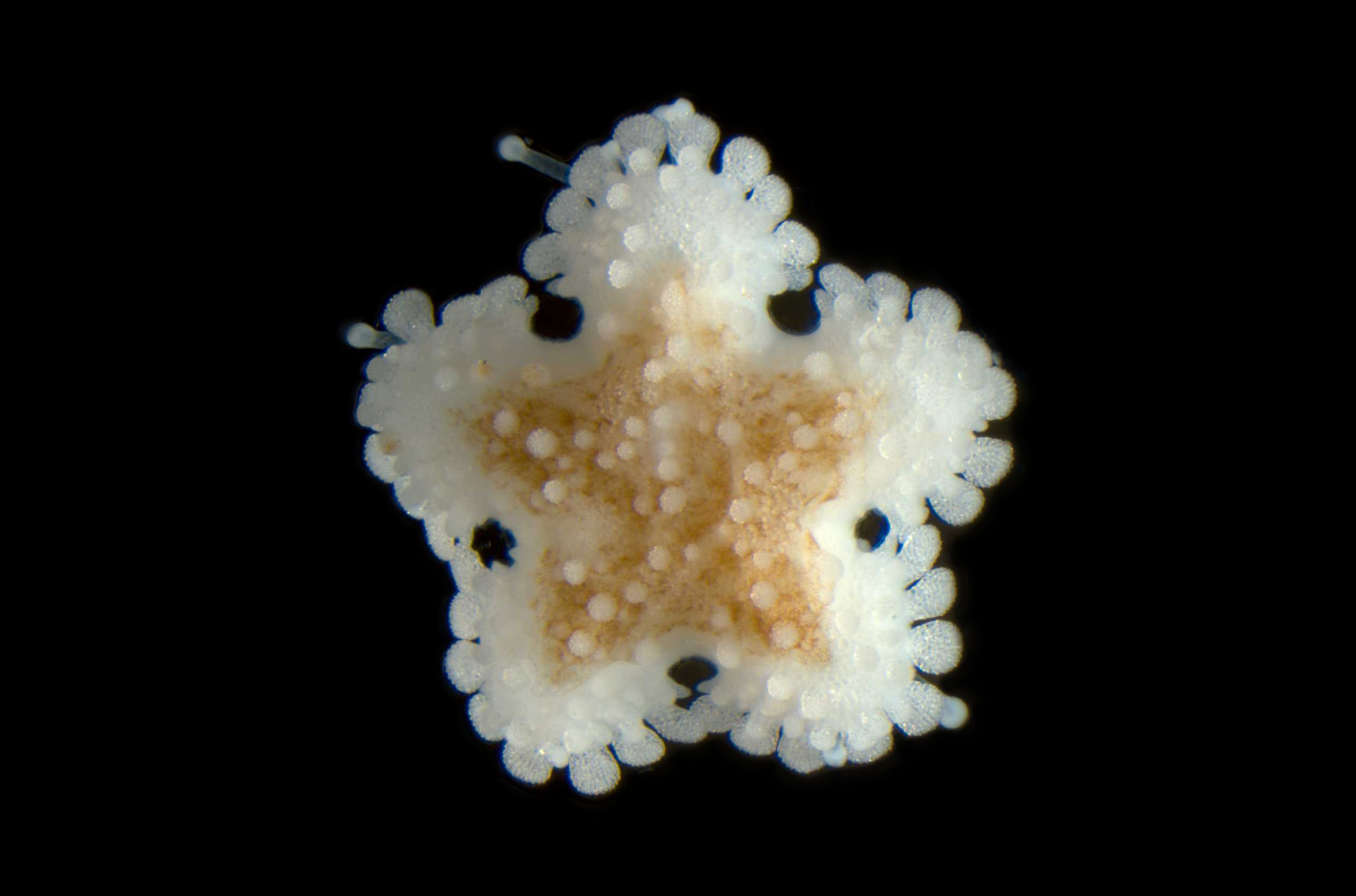
Allostichaster palmula (Australie).
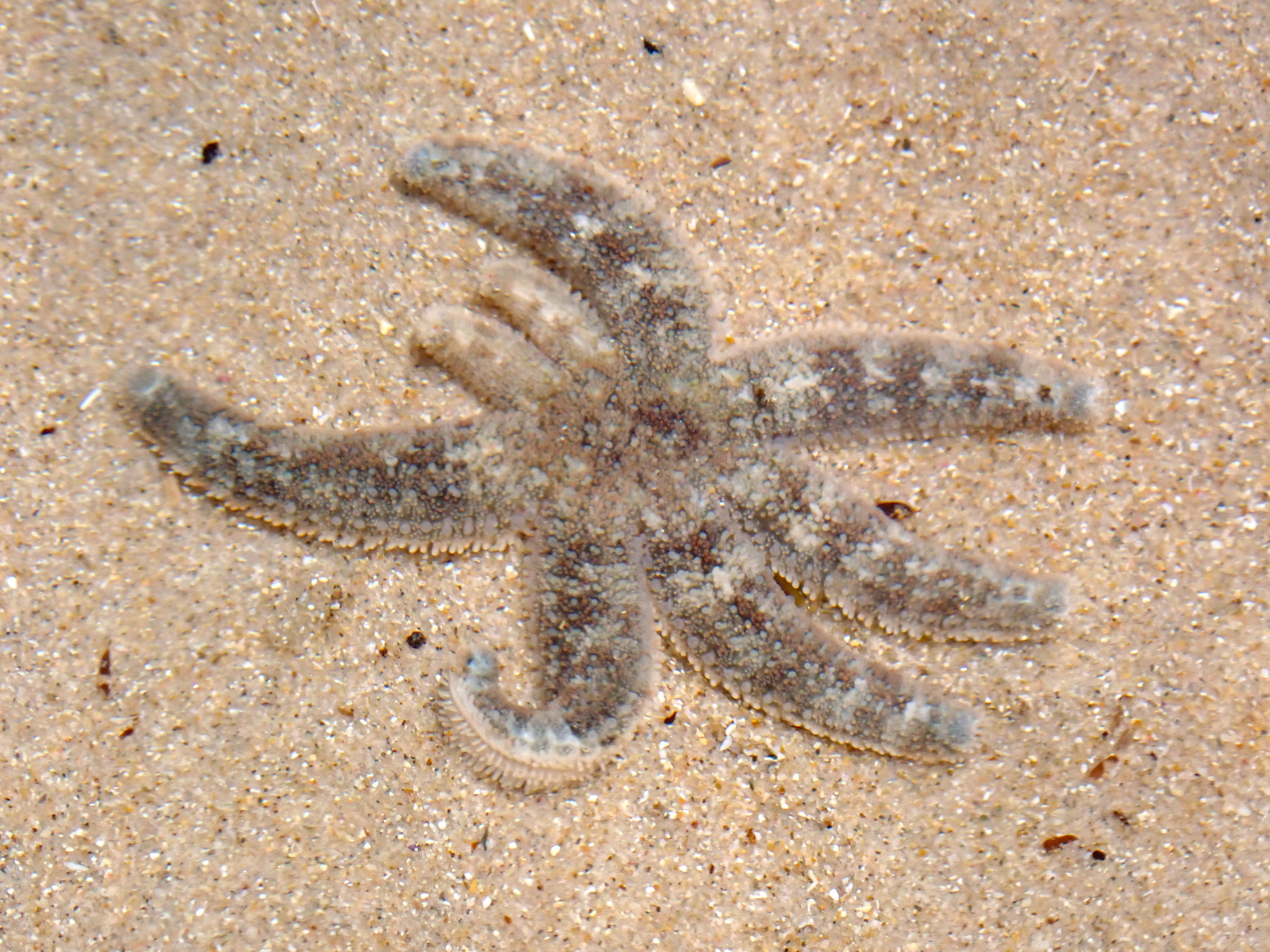
Allostichaster polyplax (Aus.).